# Adrian Cann
Adrian Cann (født 19. september 1980 i Toronto, Ontario) er en canadisk fodboldspiller, som spiller for San Antonio Scorpions.
Cann, der opvoksede i Thornhill i Ontario, startede med at spille collegefodbold på University of Louisville fra 2000 til 2003. Han blev valgt til All-Conference USA-holdet flere gange.
Efter dimission blev Cann udvalgt som nummer 16 i MLS SuperDraft i 2004 af Colorado Rapids. Cann spillede ikke så meget og skiftede midt i sæsonen til the Impact, hvor han fik spilletid i 7 kampe.
I 2006 skrev han kontrakt med Vancouver Whitecaps, hvor klubben blev mester i USL First Division. Her blev han valgt som Årets Forsvarer i 2007, ligesom han samme år blev udnævnt til anfører. I sommeren 2008 skiftede han til Esbjerg fB.
Adrian Cann har spillet 3 kampe som forsvarer på det canadiske landshold.